# Biserica Ortodoxă Ucraineană (Patriarhia Moscovei)
Biserica Ortodoxă a Ucrainei este o Biserică Ortodoxă autonomă, al cărei întâistătător a fost până în 2022 confirmat de către Patriarhia Moscovei. Istoria ei începe prin introducerea creștinismului în Rusia Kieveană odată cu botezarea cneazului Vladimir I al Kievului și a poporului său în 988, cunoscut ca botezul rușilor. Actualul întâistătător este Onufrie Berezovski, mitropolit al Kievului și al întregii Ucraine, ales în funcție pe 13 august 2014. Anterior, în februarie 2014, după fuga președintelui prorus Viktor Ianukovici și internarea în spital a mitropolitului Vladimir Sabodan, mitropolitul Onufrie Berezovski a fost ales ca întâistătător interimar al acestei biserici. Autonomia acestei biserici nu este, în general, recunoscută la întrunirile ortodoxe internaționale. 
Pe 27 mai 2022 Biserica Ortodoxă Ucraineană și-a declarat independența față de Patriarhia Moscovei, din cauza faptului că Patriarhul Chiril I al Moscovei și-a exprimat de nenumărate ori susținerea față de invazia Rusiei în Ucraina.

## Facțiunile Ortodoxe Ucrainene
Ortodoxia din Ucraina este în prezent împărțită în două facțiuni:
- Biserica Ortodoxă a Ucrainei (Patriarhia Moscovei) [pe care o tratează acest articol]
- Biserica Ortodoxă Ucraineană

## Structura canonică
În 2007, Biserica Ucrainei avea 40 de eparhii:
1. Eparhia de Berdiansk[6] (stabilită în 2007)
2. E. de Bila Țerkva (din 1030 ca eparhie de Yuriiv; reînființată în 1994)
3. E. de Cerkasy (1898)
4. E. de Cernigov (988)
5. E. de Cernăuți (1401; 1783)
6. E. de Dnipropetrovsk (1775; 1803; 1926)
7. E. de Donețk (1991)
8. E. de Horlivka (1994)
9. E. de Stanislău (1946)
10. E. de Camenița-Podolia (1795)
11. E. de Harkov (1799; 1836)
12. E. de Herson (1775; 1837; 1991)
13. E. de Hmelnyțk (1795; 1990)
14. E. de Hust (1994)
15. E. de Kirovograd (1947)
16. E. de Konotop (1994)
17. E. de Kryvoi Rog (1996)
18. E. de Kiev (988)
19. E. de Lugansk (1944)
20. E. de Liov (1156)
21. E. de Muncaci (sec. 9)
22. E. de Nikolaev (1992)
23. E. de Nijyn (2007)
24. E. de Odesa (1873; 1991)
25. E. de Olexandria (2007)
26. E. de Ovruci (1993)
27. E. de Poltava (1054; 1803)
28. E. de Rivne (1990)
29. E. de Sarny (1999)
30. E. de Severodonețk (2007)
31. E. de Șepetivka (2007)
32. E. de Simferopol (1859)
33. E. de Sumy (1945)
34. E. de Ternopil (1988)
35. Eparhia de Tulcyn (1994)
36. E. de Vinița (1933)
37. E. de Vladimir-Volynskyi (992; 1996)
38. E. de Volinia (992; 1996)
39. E. de Zaporojia (1992)
40. E. de Jytomyr (1799; 1944)

## Episcopate curente
După rangul lor :

### Întâistătătorul
1. Onufrie Berezovski, Mitropolitul Kievului și al Întregii Ucraine, Întâistătător al Bisericii Ortodoxe Ucrainene.

### Episcopi eparhioți
1. Nikodim (Rusnak), mitropolit de Harkov și Bohoduhiv (1961)
2. Irinei (Seredniy), mitropolit de Dnipropetrovsk și Pavlograd (1975)
3. Agatanghel Savvin, mitropolit de Odesa și Izmail (1975)
4. Lazar Șveț, mitropolit de Simferopol și Crimeea (1980)
5. Ioanichie (Kobzev), mitropolit de Lugansk și Alcevsk (1990)
6. Nifon (Soloduha), mitropolit de Luțk și Volinia (1990)
7. Ilarion (Șukalo), mitropolit de Donețk și Mariupol (1991)
8. Oleksandr (Drabinko), mitropolit de Pereyaslav și Hmelnyțk (2013)
9. Marcu (Petrovțiy), arhiepiscop de Sumy și Ohtyrka (1988)
10. Ionatan (Yelețkyh), arhiepiscop de Tulciyn și Brațlav (1989)
11. Bartolomeu (Vașciuk), arhiepiscop de Rivne și Ostroh (1990)
12. Vasile (Zlatolynskyi), arhiepiscop de Zaporojia și Melitopol (1990)
13. Serghei (Hensyțkyi), arhiepiscop de Ternopil și Kremenețk (1991)
14. Sofronie (Dmytruk), arhiepiscop de Cerkasy și Kaniv (1992)
15. Visarion (Stretovyci), arhiepiscop de Ovruci și Korosten (1992)
16. Pitirim (Starynskyi), arhiepiscop de Nikolaev și Voznesensk (1992)
17. Augustin (Markevyci), arhiepiscop de Liov și Halici (1992)
18. Anatolie (Hladkyi), arhiepiscop de Sarny și Polissia (1993)
19. Simeon (Șostațkyi), arhiepiscop de Vinița și Moghilău-Podolia (1996)
20. Ioan (Siopko), arhiepiscop de Herson și Tavria (1996)
21. Mitrofan (Yurciuk), arhiepiscop de Bila Țerkva și Bohuslav (2000)
22. Teodor (Hayun), arhiepiscop de Camenița-Podolia și Horodoțk (1992)
23. Efrem (Kyțay), arhiepiscop de Kryvoi Rog și Nikopol (1996)
24. Filip (Osadcenko), arhiepiscop de Poltava și Kremenciug (2001)
25. Panteleimon (Romanovsky), episcop de Kirovograd și Novoarhanghelsk (1992)
26. Ipolit (Hylko), episcop de Hust și Seleușu Mare (1992)
27. Huriy (Kuzmenko), episcop de Jytomyr și Novograd-Volynsk (1994)
28. Inochentii (Șestopal), episcop de Konotop și Gluhov (1996)
29. Ambrozie (Polikopa), episcop de Cernigov și Novgorod-Siverskyi (1998)
30. Agapit (Bevțyk), episcop de Muncaci și Ujgorod (1998)
31. Panteleimon (Bașciuk), episcop de Olexandria și Svitlovodsk (2000)
32. Mitrofan (Nikitin), episcop de Horlivka și Slovyansk (2007)
33. Elisei (Ivanov), episcop de Berdiansk și Prymorsk (2007)
34. Nikodim (Horenko), episcop de Vladimir-Volynsk și Kovel (2007)
35. Irineu (Semko), episcop de Nijyn și Baturyn (2007)
36. Vladimir (Melnyk), episcop de Șepetivka și Slavuta (2007)
37. Ilarie (Șyșkovskyi), episcop de Severodonețk și Starobilsk (2007)
38. Panteleimon (Luhovyi), arhimandrit (18 octombrie 2007), va fi episcop de Stanislău și Colomeea (2007)

### Episcopi vicari
1. Pavel (Lebid), arhiepiscop de Vyșgorod (Mitropolit de Kiev), guvernator-general al Lavrei Kiev-Pecerska (1997)
2. Nicolae (Hroh), arhiepiscop de Bilogorod (Mitropolit de Kiev) [1992]
3. Vladimir (Moroz), arhiepiscop de Pociaiv (Mitropolit de Kiev), guvernator-general al Lavrei Poceaev (2000)
4. Onufrie (Lehkyi), episcop de Izum (Eparhia de Harkov) [2000]
5. Luca (Kovalenko), episcop de Vasylkiv (Mitropolit de Kiev) [2005]
6. Arsenie (Yakovenko), episcop de Svyatogorsk (Eparhia de Horlivka) [2005]
7. Meletie Egorenko, episcop de Hotin (Eparhia de Cernăuți) [2006]
8. Alexei (Hroha), episcop de Cetatea Albă (Eparhia de Odesa) [2006]
9. Antonie (Pakanyci), episcop de Boryspil (Mitropolit de Kiev) [2006]
10. Varnava (Filatov), episcop de Makiivka (Eparhia de Donețk) [2007]

### Episcopi retrași
1. Metodie (Petrovțiy), fost episcop de Hust și Seleușu Mare (1994-1998)
2. Alipie (Pohrebniak), schiepiscop [8], fost episcop de Horlivka și Slovyansk (1991-1997)
3. Serghie (Zaliznyțkyi), schiepiscop, fostul episcop Serafim de Severodonețk și Starobilsk (1994-2007)

## Ortodoxia ucraineană din afara țării
Biserici ortodoxe de tradiție ucraineană din afara Ucrainei sunt în general în subordinea Patriarhiei Constantinopolului Patriarhiei Ecumenice, și cuprind:
- Biserica Ortodoxă Ucraineană din SUA
- Biserica Ortodoxă Ucraineană din Canada

Există și parohii ortodoxe ucraineene în afara Ucrainei aflate în eparhii ale Patriarhiei Moscovei.
Dar și în afara Ucrainei există grupări care s-au separat de BOU-PM. Acestea sunt 
- Biserica Ortodoxă Ucraineană din America (AUOCA) care era cunoscută și sub numele de Biserica Ortodoxă Ucraineană Autocefală – Canonică și care își reclama originea în Tomosul de Autonomie din 1924 acordat de Biserica Ortodoxă Poloneză.